# Střížkov metróállomás
Střížkov egy metróállomás Prágában a prágai C metró vonalán.

## Szomszédos állomások
A metróállomáshoz az alábbi állomások vannak a legközelebb:
- Prosek (Letňany)
- Ládví (Háje)

## Átszállási kapcsolatok
| C (Letňany ↔ Háje) |                                        |                         |
| Állomás            | Átszállási kapcsolatok                 | Fontosabb létesítmények |
| Střížkov           | 151, 152, 166, 177, 182, 183, 201, 911 |                         |